# Slippy Toad
 (août 2025).
Motif : Y a-t-il réellement les sources et la matière pour un article séparé de Personnages de Star Fox ?
- Archive Wikiwix
- Bing
- Cairn
- DuckDuckGo
- E. Universalis
- Gallica
- Google
- G. Books
- G. News
- G. Scholar
- Persée
- Qwant
- (zh) Baidu
- (ru) Yandex
- (wd) trouver des œuvres sur Wikidata

| 1. | Préciser le motif de la pose du bandeau. | Précisez le motif de la pose du bandeau en utilisant la syntaxe suivante : {{admissibilité à vérifier\|date=août 2025\|motif=remplacez ce texte par le motif}}                   |
| 2. | Informer les utilisateurs concernés.     | Pensez à avertir le créateur de l'article, par exemple, en insérant le code ci-dessous sur sa page de discussion : {{subst:avertissement admissibilité à vérifier\|Slippy Toad}} |

Slippy Toad (スリッピー・トード, Surippī Tōdo) est une grenouille anthropomorphisée, souvent considérée comme un crapaud de par son nom, présente dans la série Star Fox.
Il est le fils de Beltino Toad (un des conseillers dans Star Fox: Assault) et l'ami d'enfance de Fox McCloud. Sa personnalité possède de nombreux caractères prêtés à l'homme comme ses enfantillages ou ses bégaiements. Il peut également être vu comme un grand enfant voyant la vie comme un jeu, à l'opposé de son équipier Falco Lombardi qui place son honneur avant tout. Il est aussi le mécanicien de l'équipe Star Fox, étant derrière la majeure partie de la technologie de l'équipe. En revanche, il est le pilote le plus faible de son équipe.

## Histoire

### Star Fox
Pour sa première apparition, Slippy est le pilote le moins habile. Cette impression est accentuée par sa casquette de baseball, son foulard et ses bégaiements. Comme le jeu n'avait aucune vraie voix, un chatter stylisé accompagnait les messages de tous les personnages. Le chatter de Slippy était assez grave et laissait suggérer un personnage plutôt gros.

### Lylat Wars
Officiellement, il s'agit de la première aventure de Slippy. C'est un pilote peu expérimenté, très peu talentueux, mais courageux et volontaire. Il est plutôt doué pour la mécanique, bien qu'il ne soit pas encore le mécanicien attitré de l'équipe. Pêchant souvent par excès de confiance, envie de bien faire et inexpérience, Slippy se retrouve quelquefois en difficultés, et oblige le reste de son équipe à lui porter secours. Il est notamment le premier à être pris en chasse lors de la première mission sur Corneria, et se trouve être la cible de choix des vaisseaux ennemis.
Pensant aider Fox à détruire l'arme secrète dans le Secteur X, l'Arwing de Slippy est abattu et s'écrase sur Titania. Heureusement, Slippy est encore en vie, et Fox part à sa rescousse.
Slippy s'illustre néanmoins dans la mission sous-marine d'Aquas. Sa connaissance du milieu aquatique lui permet de prodiguer de bons conseils, et de retrouver l'estime de ses coéquipiers.
Lors des affrontements contre l'équipe Star Wolf, Slippy est le rival de Andrew Oikonny, qui est tout comme lui l'élément le plus faible de son escadron.
Andross détruit, Slippy continue à s'impliquer dans l'équipe Star Fox.

### Star Fox Adventures
Huit ans se sont écoulés depuis la défaite d'Andross, et Slippy a plus ou moins abandonné le pilotage. Il est désormais le mécanicien de l'équipe, et met au point un traducteur spécial pour Fox, afin qu'il puisse comprendre et parler la langue des dinosaures.
Slippy indique également la route à suivre à Fox.

### Star Fox: Assault
Un an après les événements de Sauria, Slippy reprend les commandes de son Arwing et épaule Fox dans sa lutte contre une nouvelle menace, les Aparoïdes. Ses talents de pilotage ne semblent hélas pas avoir vraiment progressés depuis Lylat Wars, et se retrouve de nouveau en difficulté lors de la première mission sur Fortuna.
Slippy apprend que son père, Beltino Toad, est le responsable du département Recherche de l'armée cornérienne. Une information qui, si elle le surprend, lui confère le statut de relais entre son père et l'équipe.
Il assiste personnellement Fox lors de la mission sur la base de Wolf O'Donnell, et participe à l'assaut final contre la Reine des Aparoïdes.

### Star Fox Command
Slippy a rencontré l'amour en la personne d'Amanda, une grenouille, et a quitté l'équipe Star Fox. Cependant, il brûle d'envie de rejoindre Fox dans la guerre contre les Anglars, mais sa fiancée ne partage pas son enthousiasme. Slippy rejoint l'équipe et la quitte définitivement, mais quoi qu'il arrive, épouse Amanda.

## Apparitions
- Star Wing

Slippy est un des équipiers de Fox. Il pilote un Arwing.
- Star Fox 2

Il peut être choisi comme pilote principal ou second pilote. À l'instar de Peppy Hare, il pilote un bombardier plus lourd mais plus résistant que l'Arwing standard.
- Lylat Wars

Équipier de Fox.
- Super Smash Bros. Melee

Il fait une apparition avec son Arwing lors du combat contre Fox. Il dispose également d'un trophée à son effigie.
- Star Fox Adventures

Il assure une fonction de conseil lors du jeu.
- Star Fox: Assault

Équipier de Fox. Il est également disponible dans le mode multi-joueurs, où il excelle dans le pilotage du Landmaster.
- Star Fox Command

Comme de nombreux personnages, il est possible d'incarner Slippy. Il pilote le Bullfrog, un bombardier similaire à celui qu'il pilote dans Star Fox 2.
- Super Smash Bros. Brawl

Outre un trophée à son effigie, Slippy fait une intervention en cours de jeu. Lorsque Snake combat Falco dans le stage Ile Shadow Moses, et qu'il utilise la radio, Slippy interviendra pour donner des informations sur Falco.